# HES3
HES3‏ (Hes family bHLH transcription factor 3) هوَ بروتين يُشَفر بواسطة جين HES3 في الإنسان.